# Paolo Camillo Trivulzio, I duca di Boiano
Paolo Camillo Trivulzio, I duca di Boiano (Milano, ... – Aversa, settembre 1528), è stato un militare e nobile italiano.

## Biografia

### Infanzia
Figlio di Giovanni dei conti di Borgomanero e di sua moglie, Angiola Martinengo, Paolo Camillo era nipote del celebre condottiero Teodoro Trivulzio nonché discendente dell'altrettanto celebre uomo d'arme del XV secolo, Bartolomeo Colleoni.

### Carriera militare
Con questi personaggi alle spalle, la carriera militare di Paolo Camillo, unitamente alle sue doti personali, sembrarono promettergli il meglio nell'ambito delle armi e per questo decise nel 1513 di intraprendere questa carriera, militando però da subito in contrasto con il governo degli Sforza come già aveva fatto Teodoro prima di lui. Nel marzo del 1513 dunque venne dichiarato ribelle dal duca di Milano, Massimiliano Sforza, il quale lo bandì dal ducato come sovversivo.

### In Francia
Dal 1516, decise di porsi al servizio della Francia contro il Sacro Romano Impero e prese parte all'Assedio di Verona nel teatro di guerra veneto, ma nel novembre di quello stesso anno venne chiamato ad intervenire pesantemente contro alcuni veneziani che si erano abbandonati a depredare il contado circostante la città, ottenendo la fine delle razzie dietro minaccia di farne impiccare il capitano.
Nel giugno del 1520 si trovava in Francia, presso il fiume Ardre, allo storico incontro tra re Francesco I di Francia e re Enrico VIII d'Inghilterra come uomo d'armi di fiducia del primo, ottenendo in quell'occasione una pensione annua di 1200 ducati d'oro.

### Matrimonio
Nel 1517, sposò la nobildonna Barbara Stanga, figlia di Marchesino Stanga, conte di Castelnuovo Bocca d'Adda.

### In Italia
Nel luglio del 1521 ottiene dal re di Francia una comanda di 42 lance e con esse si associò alla compagnia dello zio Teodoro con l'incarico di vice comandante. Rimase di guardia alla città di Cremona con le proprie truppe sino all'agosto di quello stesso anno quando lasciò la città assieme a Cesare Pioli per raggiungere Parma con 200 lance per recare assistenza al maresciallo di Francia, Thomas de Foix-Lescun, oltre ad un messaggio a lui indirizzato da parte di Odet de Foix. Durante il viaggio di ritorno a Cremona, cadde in un'imboscata tesagli dalla popolazione locale con 1000 contadini insorti e 300 cavalieri dai quali è seguito per un percorso di 8 miglia, riuscendo a fatica a rientrare a Cremona. Per il completamento della missione senza fallimenti, il re di Francia gli concesse il collare da cavaliere dell'Ordine di San Michele, prendendo parte ad un urgente consiglio di guerra da dove, per volontà di Andrea Gritti, furono invece esclusi Bernabò Visconti e Giulio da San Severino. Nel novembre di quello stesso anno si trasferisce all'accampamento francese ad Orzinuovi.
Nel 1522 anche il nuovo duca di Milano, Francesco II Sforza, lo indica come ribelle bandendolo dal ducato per la sua condotta al soldo dell'esercito francese nemico ai duchi di Milano, ma già nel maggio di quello stesso anno la situazione sembra precipitare e, con la perdita della rocca di Pizzighettone, lo zio Teodoro invierà proprio lui come ambasciatore a trattare col duca di Milano condizioni favorevoli per la sua famiglia. Nel 1523 viene trasferito ad Abbiategrasso con una compagnia di 50 lance, sempre al soldo della Francia, luogo da cui si sposta nel novembre di quell'anno verso Pavia per assediare la città; al fallimento dell'assedio è costretto ad abbandonare la città dove però rientra l'anno successivo a seguito di un accordo tra Francia e Impero.
Nel settembre del 1526 si spostò verso l'accampamento di Lambrate dove ad attenderlo si trovava il marchese Michele Antonio di Saluzzo dove lo raggiunge la notizia di essere divenuto inviso anche ai veneziani i quali lo accusano di aver diffuso notizie false per mettere in cattiva luce la Serenissima. Nel dicembre dello stesso anno decise di trasferirsi a Busseto, in Emilia, con la propria compagnia, abbandonando l'avamposto poco dopo al seguito di Girolamo Castiglioni, Claudio Rangoni ed il francese maresciallo di Pomperant, accompagnati da 200 archibugieri; con queste truppe si diresse a Cortemaggiore da dove iniziò ad intercettare le vettovaglie dirette al campo dei lanzichenecchi imperiali accampati nel piacentino. Dopo aver stazionato a Parma, nel 1527 viene segnalato a Castell'Arquato, da dove a sua volta in autunno si porta a Pavia per un ulteriore assedio.

### Ultimi anni e morte
A dicembre del 1527 venne ad affiancare il maresciallo Odet de Foix a Bologna e venne da questi inviato ad Orvieto presso papa Clemente VII come ambasciatore per muovere protesta formale contro la politica pontificia, ritenuta dal sovrano francese troppo ambigua nei confronti della sua nazione. La stessa missione la porterà avanti l'anno successivo, sempre ad Orvieto, raggiungendo poi le truppe francesi a Recanati.
In quello stesso anno presenziò all'assedio di Napoli da parte di Odet de Foix, ponendosi nella retroguardia assieme al marchese di Saluzzo; ottenne poco dopo il titolo di duca di Boiano dal re di Francia come ricompensa per il suo fedele servizio negli anni. Decise quindi di ritirarsi ad Aversa dove, colto da peste, muore a settembre nell'accampamento militare dei francesi.

## Discendenza
Paolo Camillo e la nobildonna Barbara Stanga ebbero:
- Giustina (m. 1590), sposò nel 1533 Sigismondo II d'Este, marchese di Borgomanero
- Domitilla, sposò nel luglio 1542 il marchese Ermes Bentivoglio, figlio di Ermes Bentivoglio e Iacopa Orsini
- Giovanni (1526-1549), II duca di Boiano, sposò Laura Gonzaga

## Ascendenza
|                                                  |                                          |                                | Genitori                     |  |  | Nonni |  |  | Bisnonni              |  |  | Trisnonni                               |  |
|                                                  |                                          |                                |                              |  |  |       |  |  | Giangiacomo Trivulzio |  |  | Antoniolo Trivulzio, signore di Caselle |  |
|                                                  |                                          |                                |                              |  |  |       |  |  | Giangiacomo Trivulzio |  |  | Antoniolo Trivulzio, signore di Caselle |  |
|                                                  |                                          | Bianca Landriani               |                              |  |  |       |  |  | Giangiacomo Trivulzio |  |  |                                         |  |
| Pietro Trivulzio, signore di Trivulzio Lodigiano |                                          |                                |                              |  |  |       |  |  | Giangiacomo Trivulzio |  |  |                                         |  |
|                                                  |                                          | Antonia Fagnani                | …                            |  |  |       |  |  |                       |  |  |                                         |  |
|                                                  |                                          | Antonia Fagnani                | …                            |  |  |       |  |  |                       |  |  |                                         |  |
|                                                  |                                          | Antonia Fagnani                | …                            |  |  |       |  |  |                       |  |  |                                         |  |
| Giovanni Trivulzio, consignore di Borgomanero    |                                          | Antonia Fagnani                |                              |  |  |       |  |  |                       |  |  |                                         |  |
|                                                  |                                          | Teodoro Bossi                  | Antonio Bossi                |  |  |       |  |  |                       |  |  |                                         |  |
|                                                  |                                          | Teodoro Bossi                  | Antonio Bossi                |  |  |       |  |  |                       |  |  |                                         |  |
|                                                  |                                          | Teodoro Bossi                  | …                            |  |  |       |  |  |                       |  |  |                                         |  |
| Laura Bossi                                      |                                          | Teodoro Bossi                  |                              |  |  |       |  |  |                       |  |  |                                         |  |
|                                                  |                                          | Ursina de Siccis               | …                            |  |  |       |  |  |                       |  |  |                                         |  |
|                                                  |                                          | Ursina de Siccis               | …                            |  |  |       |  |  |                       |  |  |                                         |  |
|                                                  |                                          | Ursina de Siccis               | …                            |  |  |       |  |  |                       |  |  |                                         |  |
| Paolo Camillo Trivulzio, I duca di Boiano        |                                          | Ursina de Siccis               |                              |  |  |       |  |  |                       |  |  |                                         |  |
|                                                  | Cesare Martinengo, I conte di Orzivecchi | Gerardo Martinengo             |                              |  |  |       |  |  |                       |  |  |                                         |  |
|                                                  | Cesare Martinengo, I conte di Orzivecchi | Gerardo Martinengo             |                              |  |  |       |  |  |                       |  |  |                                         |  |
|                                                  | Cesare Martinengo, I conte di Orzivecchi | Caterina Ugoni                 |                              |  |  |       |  |  |                       |  |  |                                         |  |
| Agostino Martinengo, II conte di Orzivecchi      | Cesare Martinengo, I conte di Orzivecchi |                                |                              |  |  |       |  |  |                       |  |  |                                         |  |
|                                                  |                                          | Orsola d'Arco, contessa d'Arco | Antonio d'Arco, conte d'Arco |  |  |       |  |  |                       |  |  |                                         |  |
|                                                  |                                          | Orsola d'Arco, contessa d'Arco | Antonio d'Arco, conte d'Arco |  |  |       |  |  |                       |  |  |                                         |  |
|                                                  |                                          | Orsola d'Arco, contessa d'Arco | Angela Nogarole              |  |  |       |  |  |                       |  |  |                                         |  |
| Angiola Martinengo                               |                                          | Orsola d'Arco, contessa d'Arco |                              |  |  |       |  |  |                       |  |  |                                         |  |
|                                                  |                                          | …                              | …                            |  |  |       |  |  |                       |  |  |                                         |  |
|                                                  |                                          | …                              | …                            |  |  |       |  |  |                       |  |  |                                         |  |
|                                                  |                                          | …                              | …                            |  |  |       |  |  |                       |  |  |                                         |  |
| Domicella Brivio                                 |                                          | …                              |                              |  |  |       |  |  |                       |  |  |                                         |  |
|                                                  |                                          | …                              | …                            |  |  |       |  |  |                       |  |  |                                         |  |
|                                                  |                                          | …                              | …                            |  |  |       |  |  |                       |  |  |                                         |  |
|                                                  |                                          | …                              | …                            |  |  |       |  |  |                       |  |  |                                         |  |
|                                                  |                                          | …                              |                              |  |  |       |  |  |                       |  |  |                                         |  |